# Drusus och Germanicus triumfbågar
Drusus och Germanicus triumfbågar (latin: Arcus Drusi et Germanici) var två triumfbågar på Augustus forum i antikens Rom. De uppfördes av kejsar Tiberius år 19 e.Kr. för att ära Drusus och Germanicus, son respektive adoptivson till Tiberius. Triumfbågarna uppfördes på ömse sidor av Mars Ultors tempel.